# Спеціалізовані формування та підрозділи ДСНС України
Спеціалізовані формування та підрозділи ДСНС України - формування та підрозділи, що призначенні для виконання спеціалізованих аварійно-рятувальних та інших невідкладних робіт в умовах непридатного для дихання середовища, підземних виробок, хімічного та радіаційного зараження, ліквідації нафтогазових фонтанів, пошуково-рятувальних робіт при раптовому руйнуванні споруд, пошуково-рятувальних робіт на водних об'єктах та рекреаційних зонах.

## Перший етап становлення. Створення служб
На момент створення Міністерства України з питань надзвичайних ситуацій та у справах захисту населення від наслідків Чорнобильської катастрофи в 1996 році до складу Штабу Цивільної оборони України входило два спеціалізованих формування: Спеціальний воєнізований загін швидкого реагування СВЗШР (м. Дніпродзержинськ) чисельністю 50 осіб та Державне воєнізоване спеціалізоване аварійно-рятувальне підприємство ДВСАРП (м. Запоріжжя) чисельністю 50 осіб. Головне призначення цих формувань - ведення аварійно-рятувальних робіт при ліквідації великих виробничих аварій.

### Аварійно-рятувальні формування
В 1997 році створюється Центральний воєнізований аварійно-рятувальний загін ЦВАРЗ (м. Київ) чисельністю 120 осіб з головним призначенням - проведення пошукових, рятувальних, евакуаційних і інших невідкладних робіт при виникненні НС загальнодержавного масштабу , розгортання мобільного госпіталю, мобільного комплексу життєзабезпечення постраждалого населення та доставка гуманітарних вантажів.
В 2001 році Державне воєнізоване спеціалізоване аварійно-рятувальне підприємство ДВСАРП (м. Запоріжжя) виводиться з підпорядкування МНС України і направляється до Запорізької міської ради з метою створення комунальної аварійно-рятувальної служби.

### Протифонтанне формування
В 1997 році Головну воєнізовану протифонтанну частину України (м. Полтава) відносять до сфери управління МНС України та реорганізовують в Спеціальну воєнізовану аварійно-рятувальну частину СВАРЧ чисельністю 717 осіб. Головне призначення - проведення пошуково-рятувальних робіт та ліквідація відкритих палаючих і не палаючих фонтанів на свердловинах.

### Гірничорятувальні та газорятувальні формування
В 1998 році створюється Державна воєнізована гірничорятувальна (аварійно-рятувальна) служба МНС України на базі воєнізованих гірничорятувальних служб Мінпромполітики та Укрметротунельбуду, двох гірничорятувальних загонів  Міністерства вугільної промисловості, а також Спеціального воєнізованого загону швидкого реагування СВЗШР (м. Дніпродзержинськ) та Спеціалізованого воєнізованого аварійно-рятувального загону СВАРЗ (м. Чорнобиль). 
Криворізький, Тернівський, Марганецький, Київський, Київський (обслуговування Київського метрополітену), Дніпропетровський, Харківський, 11-й (м. Олександрія), 12-й (м. Червоноград) воєнізовані гірничорятувальні загони, Калуський та Київський воєнізовані газорятувальні загони, Стебницький окремий воєнізований гірничорятувальний взвод та Майстерня по ремонту апаратури і устаткування воєнізованих гірничорятувальних служб Мінпромполітики та Укрметротунельбуду увійшли до складу новоствореної ДВГРС МНС України. Головне призначення - аварійно-рятувальне обслуговування потенційно небезпечних об'єктів гірничорудної та нерудної промисловості, хімічної та нафтохімічної промисловості, підземного будівництва та транспорту, Чорнобильської зони відчудження.
Починаючи з 2000 року,  Головний штаб ДВГРС МНС України  створював новий напрям  аварійно-рятувальних  робіт  -  біозахист, на базі новоствореного аварійно-рятувального взводу біологічного захисту у м. Каховка Херсонської області.
З ініціативи керівництва ДВГРС МНС України було віднайдено і впроваджено в 2002-2003 роках нові організаційні форми діяльності аварійно-рятувальних служб, а саме - зведені аварійно-рятувальні загони постійної готовності області  (міста). Такі загони були структурами подвійного  підпорядкування - місцевому органу влади і Головному штабу ДВГРС МНС України.

### Пошуково-рятувальні формування на водних обєктах
В 1999 році утворюється Державний координаційний центр реагування на надзвичайні ситуації на водних об'єктах МНС України з підпорядкованими йому регіональними центрами. Головне призначення - координація пошуково-рятувальних операцій , спрямованих на рятування людей, ліквідацію забруднень на водних об'єктах, а також оперативного реагування на надзвичайні ситуації на водних об'єктах.
В 2001 році Державний координаційний центр реагування на надзвичайні ситуації на водних об'єктах МНС України реорганізовується в Державну пошуково-рятувальну службу на водних об'єктах МНС України, до складу якої входять морські рятувально-координаційні центри у мм. Одеса, Севастополь, Керч, річкові рятувально-координаційні центри у мм. Київ та Вінниця. Головне призначення змінилося в акцентуванні на оперативному реагуванні, а не координації.

### Гірські пошуково-рятувальні формування
В 2000 році утворюється Державна спеціалізована аварійно-рятувальна служба пошуку і рятування туристів МНС України. В підпорядкуванні ДСАРСПРТ МНС України перебували Закарпатський, Івано-Франківський, Львівський та Кримський гірські пошуково-рятувальні загони, які об'єднували в своєму складі гірські пошуково-рятувальні групи та пункти. Головне призначення - пошук і рятування людей на гірських, лісових маршрутах і  в спелеологічних районах.

## Другий етап становлення. ДСВАРС
В 2004 році на базі ДВГРС МНС України, ДСАРСПРТ МНС України, ДПРСВО МНС України, ДСВАРС МНС України (м. Полтава) та ЦСВАРЗ МНС України утворюється  Державна спеціальна (воєнізована) аварійно-рятувальна служба МНС України, що об'єднала формування та підрозділи вищеперелічених служб. 
В 2005 році на залишках розформованого ДП "ЦСВАРЗ МНС України" створюється ДП "Мобільний рятувальний центр МНС України" (смт Козин)  з тим самим головним призначенням. 
В 2005 році створюється Київський воєнізований загін оперативного реагування та життєзабезпечення ДСВАРС МНС України.
В 2006 році зі складу Державної спеціальної (воєнізованої) аварійно-рятувальної служби МНС України знову виокремлюються гірські пошуково-рятувальні та рятувально-координаційні підрозділи в Державну спеціалізовану аварійно-рятувальну службу пошуку і рятування туристів МНС України та Державну спеціалізовану аварійно-рятувальну службу на водних об'єктах МНС України відповідно. Львівсько-Волинський воєнізований гірничорятувальний (аварійно-рятувальний) загін передається до Міністерства вугільної промисловості України. 
В 2009 році Державна спеціальна (воєнізована) аварійно-рятувальна служба МНС України припиняє свою діяльність шляхом поділу на Державну спеціальну (воєнізовану) гірничорятувальну (аварійно-рятувальну) службу МНС України та Державну спеціалізовану протифонтанну службу "Спеціальна воєнізована аварійно-рятувальна частина" МНС України.

## Ліквідація спеціалізованих служб
В період з 2005 по 2010 рік низка загонів та взводів ліквідовується, а саме Херсонський, Кримський, Черкаський, Луганський, Закарпатський ЗЗПГ, Харківський ВГРЗ, Київський (оперативного реагування та життєзабезпечення) загони припиняють свою діяльність, деякі підрозділи з їх складу переходять в підпорядкування функціонуючих загонів.
Таким чином, в 2011 році в складі МНС України перебувало 4 спеціалізованих аварійно-рятувальних служб:
- Державна спеціальна (воєнізована) гірничорятувальна (аварійно-рятувальна) служба МНС України,
- Державна спеціалізована протифонтанна служба "Спеціальна воєнізована аварійно-рятувальна частина" МНС України,
- Державна спеціалізована аварійно-рятувальна служба пошуку і рятування туристів МНС України,
- Державна спеціалізована аварійно-рятувальна служба на водних об'єктах МНС України.

В 2011 році всі вони були розформовані. 

## Сучасний стан
Підсумовуючи станом на 2024 рік - Криворізький, Марганецький, Олександрійський та Миколаївський загони ДСВГРС МНС України стали базою для створення Державного воєнізованого гірничорятувального (аварійно-рятувального) загону ДСНС України (м. Кривий Ріг), чисельністю 552 особи, має в свому складі 11 гірничорятувальних взводів.  
Дніпропетровський загін стає Дніпропетровським воєнізованим гірничорятувальним загоном ДСНС України. 
Івано-Франківський загін передається в підпорядкування територіальному органу і стає Воєнізованою гірничорятувальною частиною ГУ ДСНС України у Івано-Франківській області. 
Київський загін після п'яти реорганізацій (загін центрального підпорядування, загін в складі ДП "МРЦ МНС України", частина в складі МРЦШР ДСНС України, частина в складі АРЗСП ГУ ДСНС України в м. Києві),  стає групою гірничорятувальних робіт (підрозділ еквівалентний взводу) ЧСРР СДПРЗ ГУ ДСНС у м. Києві. 
Чернівецький загін стає групою гірничорятувальних робіт АРЗСП ГУ ДСНС України у Чернівецькій області.
Державна спеціалізована протифонтанна служба "Спеціальна воєнізована аварійно-рятувальна частина" МНС України увійшла в повному складі до Аварійно-рятувального загону спеціального призначення ГУ ДСНС України у Полтавській області.
В свою чергу, підрозділи Закарпатського, Івано-Франківського, Львівського гірських пошуково-рятувальних загонів ДСАРСПРТ МНС України перейшли до складу Аварійно-рятувальних загонів спеціального призначення ГУ ДСНС України в Закарпатській, Івано-Франківській, Львівській та Тернопільській областях в якості частин, груп та відділення.
Морський координаційний аварійно-рятувальний центр у м. Одеса та Річкові координаційні аварійно-рятувальні центри у мм. Вінниця, Київ, Хмельницький, Івано-Франківськ, Луцьк ДСАРСВО МНС України були реорганізовані у водолазно-рятувальні підрозділи відповідних Аварійно-рятувальних загонів спеціального призначення.
ДП "Мобільний рятувальний центр ДСНС України" шляхом злиття з 1 Спеціальним центром швидкого реагування та гуманітарного розмінування ДСНС України (м. Київ) увійшли до складу Мобільного рятувального центру швидкого реагування ДСНС України (м. Київ).

## Техніка
Техніка гірничорятувальних, газорятувальних та аварійно-рятувальних підрозділів:
- оперативні автомобілі (автобуси) - ВОЭЗ-53Г1, КАвЗ-685, Кубань-Г1А1, ГАЗ-2705, ГАЗ-3302, АС-3902 (66), Mazda E2200, Iveco Daily;
- пожежні автомобілі - АЦ-30 (53), АЦ-40 (130, 131, 375, 43202, 133Г2), АПК-750 (66), IFEX-3000 (66);
- інженерна техніка - автокрани, екскаватори, бульдозери гусеничні, автовишки, гусеничні тягачі;
- техніка РХБ захисту - БРДМ-2РХБ, АРС-14, АРС-15;
- медичні автомомбілі - РАФ-2203, ГАЗ-2705;
- автотранспортна техніка - легкові автомобілі, вантажопасажирські автомобілі, вантажні автомобілі, пересувні механічні майстерні.

## Фото
1. ↑  Про затвердження Положення про ДСВАРС. Офіційний вебпортал парламенту України (укр.). Процитовано 4 січня 2025.
2. ↑  24547708 — ДПЦВАРЗ. opendatabot.com (укр.). 26 грудня 2024. Процитовано 4 січня 2025.
3. ↑  Про віднесення державного підприємства "Головна воєнізована протифонтанна частина України" до сфери управління Міністерства з питань надзвичайних ситуацій та у справах захисту населення від наслідків Чорнобильської катастрофи. Офіційний вебпортал парламенту України (укр.). Процитовано 4 січня 2025.
4. 1 2  Про передачу до сфери управління Міністерства з питань надзвичайних ситуацій та у справах захисту населення від наслідків Чорнобильської катастрофи воєнізованих гірничорятувальних формувань. Офіційний вебпортал парламенту України (укр.). Процитовано 4 січня 2025.
5. ↑  Про передачу до сфери управління Міністерства з питань надзвичайних ситуацій та у справах захисту населення від наслідків Чорнобильської катастрофи воєнізованих гірничорятувальних підрозділів Міністерства вугільної промисловості. Офіційний вебпортал парламенту України (укр.). Процитовано 4 січня 2025.
6. 1 2  Щодо вдосконалення державного управління у сфері пожежної безпеки, захисту населення і територій від наслідків надзвичайних ситуацій. Офіційний вебпортал парламенту України (укр.). Процитовано 19 січня 2025.
7. ↑  Про утворення Державного координаційного центру реагування на надзвичайні ситуації на водних об'єктах. Офіційний вебпортал парламенту України (укр.). Процитовано 4 січня 2025.
8. ↑  Про забезпечення діяльності Державної пошуково-рятувальної служби на водних об'єктах Міністерства з питань надзвичайних ситуацій та у справах захисту населення від наслідків Чорнобильської катастрофи. Офіційний вебпортал парламенту України (укр.). Процитовано 4 січня 2025.
9. ↑  Про утворення Державної спеціалізованої аварійно-рятувальної служби пошуку і рятування туристів. Офіційний вебпортал парламенту України (укр.). Процитовано 4 січня 2025.
10. ↑  Про вдосконалення управління у сфері запобігання і реагування на надзвичайні ситуації техногенного та природного характеру. Офіційний вебпортал парламенту України (укр.). Процитовано 4 січня 2025.
11. ↑  КИЇВСЬКИЙ ВОЄНІЗОВАНИЙ ЗАГІН ОПЕРАТИВНОГО РЕАГУВАННЯ ТА ЖИТТЄЗАБЕЗПЕЧЕННЯ — Код ЄДРПОУ 33630090. youcontrol.com.ua. Процитовано 5 лютого 2025.
12. ↑  ЧЕРКАСЬКИЙ ВОЄНІЗОВАНИЙ АВАРІЙНО-РЯТУВАЛЬНИЙ ГІРНИЧОРЯТУВАЛЬНИЙ ЗАГІН ПОСТІЙНОЇ ГОТОВНОСТІ — Код ЄДРПОУ 26425116. youcontrol.com.ua. Процитовано 2 березня 2025.
13. ↑  Структура. dvgrz.dsns.gov.ua (укр.). Процитовано 6 січня 2025.